# Bryolawtonia vancouveriensis
Bryolawtonia vancouveriensis är en bladmossart som beskrevs av J.C. Norris och Johannes Enroth 1990. Bryolawtonia vancouveriensis ingår i släktet Bryolawtonia och familjen Thamnobryaceae. Inga underarter finns listade i Catalogue of Life.